# Francisco Ramos Molins
Francisco Ramos Molins (Alicante, 19 de agosto de 1910 - Barcelona, 28 de diciembre de 1983) fue un político español. Era ingeniero mecánico de profesión. Llegaría a ser elegido diputado en las Cortes.

## Biografía
Nació en Alicante el 19 de agosto de 1910. Militó en las Juventudes Socialistas de España desde 1930, afiliándose dos años más tarde a la Agrupación Socialista de Barcelona. En 1934 formó parte de la conspiración que llevó a la proclamación del Estado catalán en Barcelona, por lo que fue detenido. No obstante, sería puesto en libertad en enero de 1935.
Al estallar la Guerra Civil y crearse el PSUC mediante la fusión de todos los partidos socialistas y comunistas catalanes salvo al POUM, entró a formar parte de dicho partido. Fue jefe de Estado Mayor en el XVIII Cuerpo de Ejército y, al hundirse el frente de Cataluña, se exilió en Francia y marchó más tarde a la Unión Soviética. Allí, estuvo implicado en la huida de dos exiliados españoles de la Unión Soviética en enero de 1948. Al ser descubiertos, él fue detenido e internado en la Lubianka, y sometido a un proceso que le condenó por su implicación en un supuesto caso de espionaje anglo-americano-argentino a diez años de trabajos forzados en Siberia, de los que cumplió nueve. Ello supuso su expulsión del PSUC.
Devuelto forzosamente a España, fue interrogado por la policía franquista, sin ser condenado a penas de cárcel, aunque se le retiró el pasaporte, por lo que no podía salir del país. En 1962 se integró en el PSOE, ocupando en dicho partido cargos de dirección, especialmente en su federación catalana. En las elecciones generales de 1977 fue elegido diputado por la provincia de Barcelona por la coalición entre la Federación Catalana del PSOE y el Partit Socialista de Catalunya-Congrés (Socialistes de Catalunya), en cuya lista ocupaba el octavo puesto (el tercero entre los militantes del PSOE). Ya como miembro del PSC, repitió escaño en las elecciones de 1979 y 1982 (a su muerte fue sustituido por Xavier Soto).